# Cuco Martina
Pour les articles homonymes, voir Martina.
Rhuendly « Cuco » Martina, né le 25 septembre 1989 à Rotterdam (Pays-Bas), est un footballeur international curacien. Il joue au poste de défenseur central au SV Victory Boys.

## Biographie

### Carrière en club
Il joue deux matchs en Ligue Europa avec le club du FC Twente lors de la saison 2014-2015. Après deux saisons au FC Twente (2013-2015), Martina s'engage pour deux ans avec le Southampton FC. Le 6 août 2015 il fait ses débuts avec les Saints lors d'un match contre le Vitesse Arnhem (victoire 2-0) en Ligue Europa.
Le 26 décembre 2015, il inscrit son premier but sous le maillot des Saints depuis l'extérieur de la surface face à Arsenal (4-0).
Martina quitte Southampton à l'issue de son contrat en juin 2017.
Le 17 juillet 2017, Martina signe un contrat de trois ans avec l'Everton FC. Dix jours plus tard, il porte le maillot des Toffees pour la première fois lors du match comptant pour le troisième tour préliminaire de la Ligue Europa contre le club slovaque du MFK Ružomberok (victoire 1-0).
Le 17 août 2018, il est prêté pour une saison à Stoke City. Martina dispute dix-huit matchs avec le club de D2 anglaise avant d'être rappelé par Everton le 31 janvier 2019 pour repartir en prêt au Feyenoord Rotterdam jusqu'à la fin de la saison. Le défenseur curacien ne dispute que douze matchs toutes compétitions confondues avec le Feyenoord et connaît ensuite une saison 2019-2020 entièrement blanche à Everton. Il est libéré par le club anglais à l'issue de son contrat le 30 juin 2020.

### Carrière en sélection
Cuco Martina est le capitaine de la sélection curaçienne. 
Il joue notamment les tours préliminaires de qualification pour les Coupes du monde 2014 et 2018 (12 matchs en tout). Il participe également à la phase finale de la Coupe caribéenne des nations 2014 et à la Gold Cup 2017.

## Palmarès

### En sélection
- Curaçao
  - Vainqueur de la Coupe caribéenne des nations en 2017.